# 콜차네
콜차네(스페인어: Colchane)는 칠레 타라파카 주 타마루갈 현의 코무나이다.